# زهرة الأهوار التوأمية
زهرة الأهوار التوأمية (الاسم العلمي:Nymphoides geminata) هي نوع من النباتات تتبع جنس زهرة الأهوار من الفصيلة الإطريفلية.